# Liberale Partei (Ungarn)
Die Liberale Partei (ungarisch Szabadelvű Párt) des Königreichs Ungarn wurde am 1. März 1875 von Kálmán Tisza gegründet. Die auch als Freiheitliche Partei bezeichnete Gruppierung links der Mitte war ein Sammelbecken für den niederen Adel, das städtische Bürgertum, Staatsbedienstete und Wirtschaftstreibende. Sie war hervorgegangen aus der politischen Gruppe um Ferenc Deák, also der den Österreichisch-Ungarischen Ausgleich befürwortenden politischen Kräfte der ungarischen Politik. Die Liberale Partei stellte bis 1905 ununterbrochen den ungarischen Ministerpräsidenten und die Mehrzahl der Kabinettsmitglieder.
Sie vertrat eine an den Interessen der oberen magyarischen Gesellschaftsschichten orientierte Politik und war weder an Demokratisierung noch an Gleichberechtigung der anderen Nationalitäten in den Ländern der ungarischen Krone interessiert, obwohl diese etwa die Hälfte der Bevölkerung ausmachten. Vielmehr war sie die Partei der Magyarisierung. Dies war möglich durch ein reaktionäres Wahlrecht, das nur den privilegierten Teil der Bevölkerung zur Wahl zuließ, noch 1913 waren nur 7,7 % der Gesamtbevölkerung wahlberechtigt oder durften öffentliche Ämter bekleiden.
Kálmáns Sohn István Tisza übernahm als politischer Erbe die Partei und wurde wie sein Vater langjähriger ungarischer Ministerpräsident.
Bei den ungarischen Parlamentswahlen im Januar 1905 verlor die Liberale Partei zum ersten Mal seit dem Ausgleich 1867 ihre Mehrheit, die Unabhängigkeitspartei führte eine Koalition mit einer Mehrheit im Budapester Reichstag an. Dies führte zur Ungarischen Krise 1905.
Etwa ein Drittel der Abgeordneten der dem Dualismus verpflichteten Liberalen Partei wechselten in das Lager der Koalition, die damit über eine Dreiviertelmehrheit verfügte.
Als Reaktion darauf löste sich die Partei am 11. April 1906 auf und Tisza und László Lukács gründeten 1910 als Nachfolgeorganisation die Partei der Nationalen Arbeit.

## Wahlergebnisse bei Parlamentswahlen
| Wahl | Abgeordnete | Prozent |
| ---- | ----------- | ------- |
| 1875 | 333         | 80,43 % |
| 1878 | 239         | 58 %    |
| 1881 | 235         | 57 %    |
| 1884 | 234         | 56,52 % |
| 1887 | 263         | 63 %    |
| 1892 | 243         | 58,84 % |
| 1896 | 290         | 70,21 % |
| 1901 | 277         | 67,07 % |
| 1905 | 159         | 38,50 % |

## Parteivorsitzende

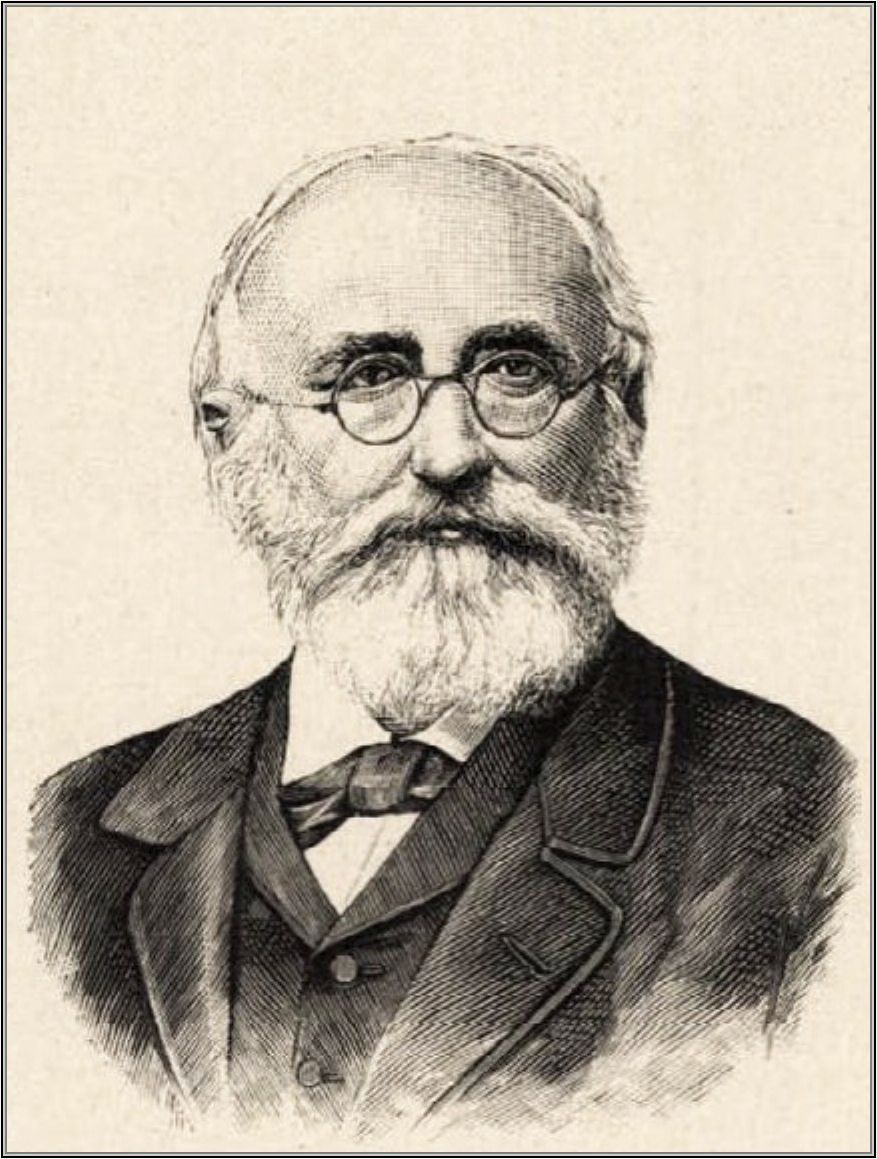
Kálmán Tisza (1875)
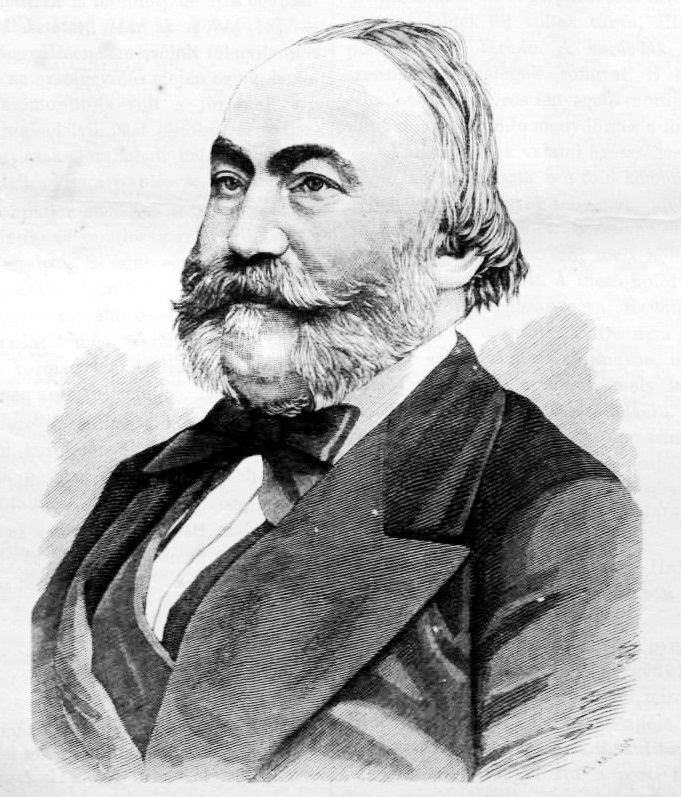
István Gorove (1875–1881)
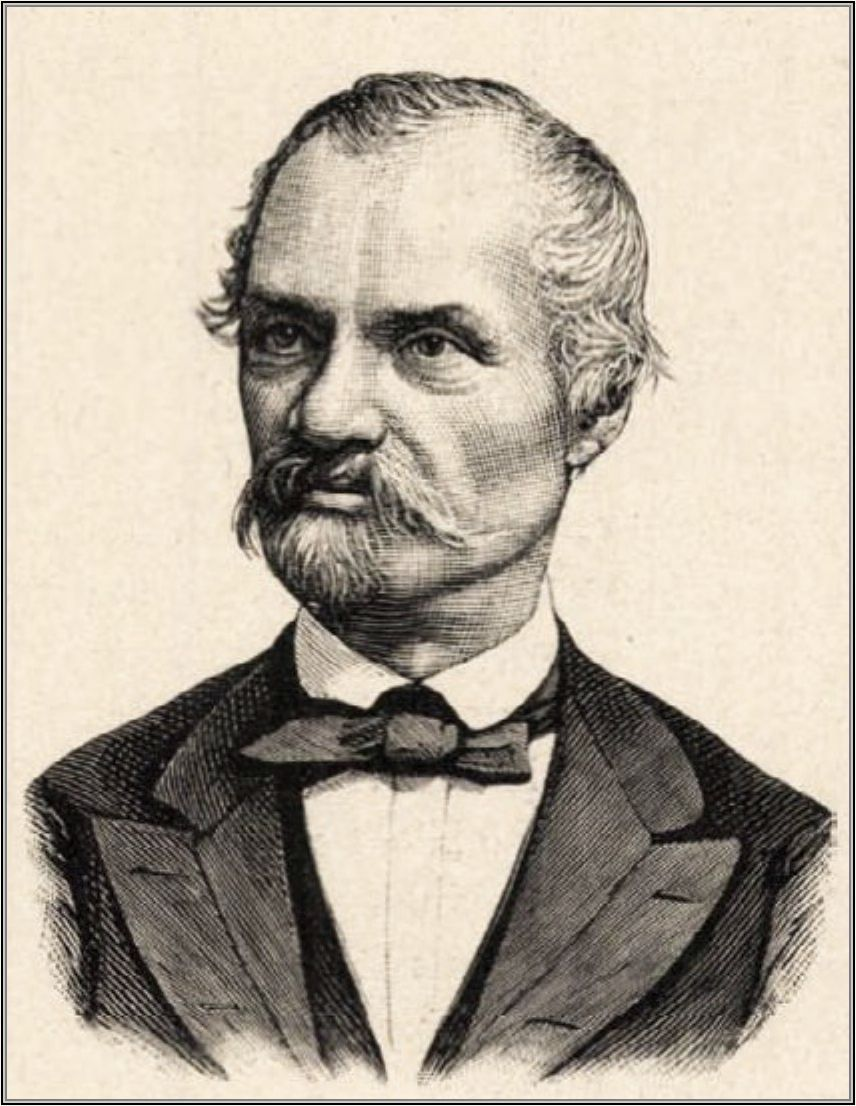
Gusztáv Vizsolyi (1881–1889)
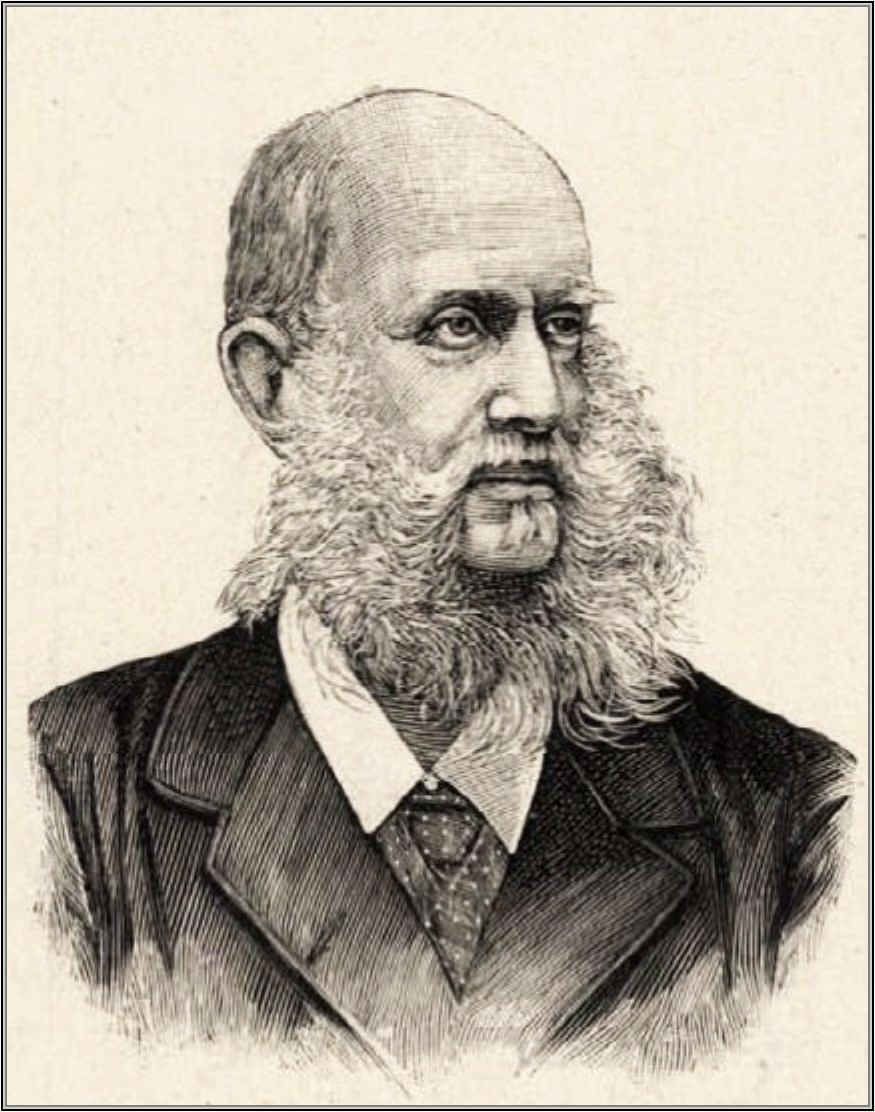
Frigyes Podmaniczky (1889–1906)